# Proteinkinas
Proteinkinaser är en grupp enzymer som katalyserar (påskyndar) fosforylering av proteiner. Med fosforylering menas att en fosfatgrupp "sätts fast" på en aminosyra i proteinkedjan. (Egentligen överförs fosfatgruppen från en molekyl ATP, därför tillhör proteinkinaser  enzymklassen transferaser.)
Särskilt betydelsefulla är de reaktioner där det protein som fosforyleras är ett enzym. Fosforyleringen kan då ofta öka eller minska enzymaktiviteten (lite förenklat uttryckt: sätta igång eller stänga av enzymet). Denna mekanism spelar en central roll för regleringen av ämnesomsättningen, inte minst när olika hormoner utövar sina effekter. 
Ett klassiskt exempel är proteinkinas A (PKA eller cAMP-beroende proteinkinas), som aktiveras av olika glukosmobiliserande hormoner (till exempel glukagon och adrenalin). 
Det aktiverade PKA fosforylerar dels glykogenfosforylas, dels glykogensyntas. Det förstnämnda enzymet får därvid ökad aktivitet och börjar sönderdela glykogen till glukos. Det andra enzymet, som har till uppgift att bygga upp glykogen från glukos, får i stället en sänkt aktivitet. Nettoresultatet blir därmed att det lagrade glykogenet sönderdelas till glukos.